# Parlament Nauru
Parlament Nauru, jednokomorový orgán, se skládá ze 19 členů a má své sídlo v hlavním městě Republiky Nauru, Yarenu. Členové jsou voleni na tříleté období, přestože politická nestabilita často vedla k předčasným volbám, narušujícím tento termín.
Parlament má pravomoc volit prezidenta a předsedu parlamentu. Od 2019 tuto funkci zastává bývalý nauruský prezident Marcus Stephen. Parlament také organizuje práci devíti svých výborů, které jsou klíčové pro rozmanité aspekty správy a politických otázek na Nauru.

## Historie
Parlament Nauru byl zřízen s vyhlášením nezávislosti ostrova dne 31. ledna 1968. Předtím byl Nauru svěřeneckým územím OSN, které bylo spravováno Austrálií. Australský vládní zákon o Nauru z roku 1965 vytvořil Legislativní radu pro území Nauru, která se skládala z 15 členů – devíti volených členů, jednoho člena ex officio (správce Nauru) a pěti "oficiálních členů" nominovaných správcem.

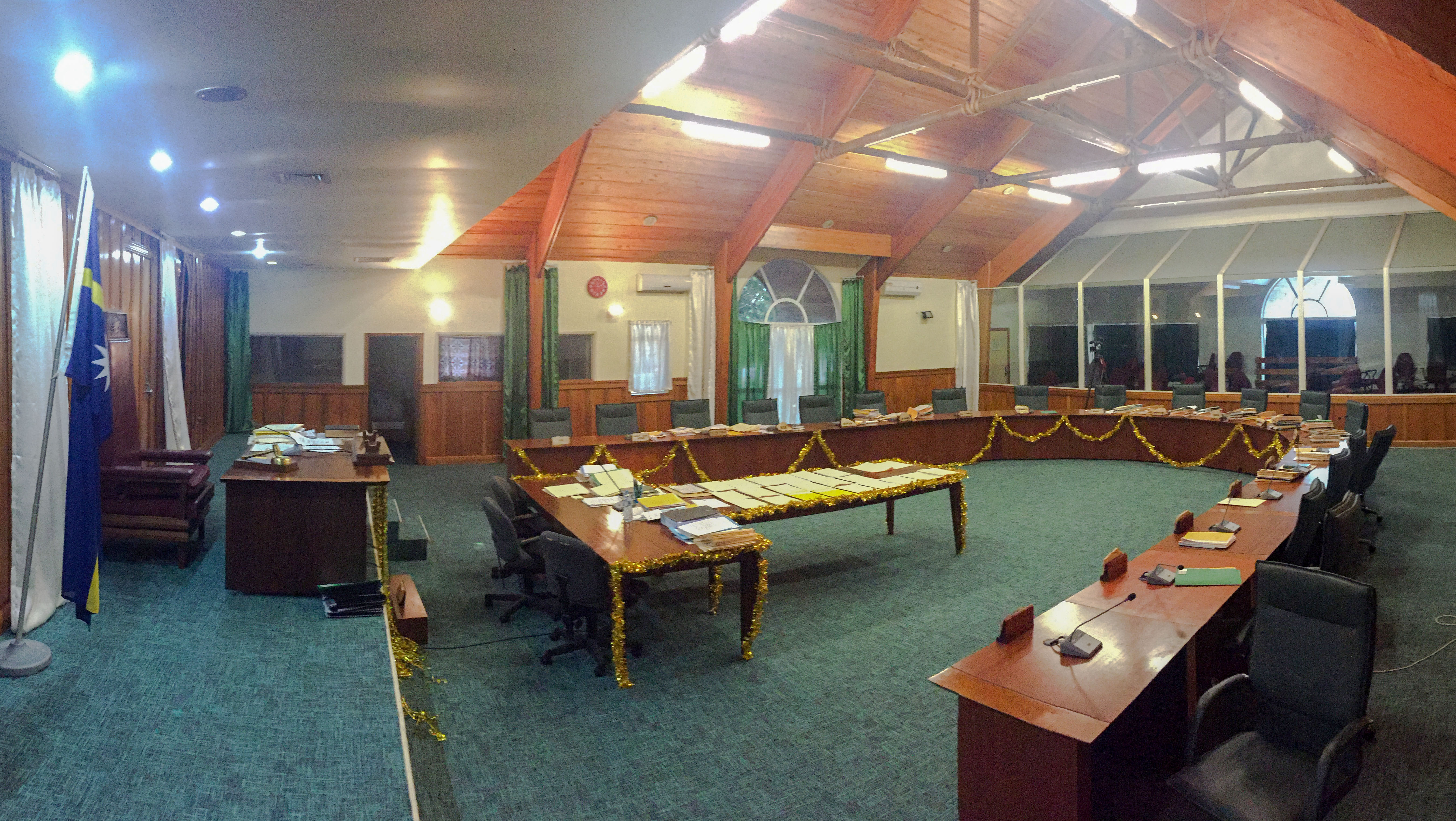
Zasedací místnost parlamentu

## Seznam proběhlých parlamentních voleb
| pořadí | rok  | datum             |
| ------ | ---- | ----------------- |
| 1.     | 1951 | 15. prosinec 1951 |
| 2.     | 1955 | 10. prosinec 1955 |
| 3.     | 1959 |                   |
| 4.     | 1963 |                   |
| 5.     | 1966 | 22. ledna 1966    |
| 6.     | 1967 | 19. prosinec 1967 |
| 7.     | 1968 | 26. leden 1968    |
| 8.     | 1971 | 23. leden 1971    |
| 9.     | 1973 | 15. prosinec 1973 |
| 10.    | 1976 | 18. prosinec 1976 |
| 11.    | 1977 | 12. listopad 1977 |
| 12.    | 1980 | 6. prosinec 1980  |
| 13.    | 1983 | 3. prosinec 1983  |
| 14.    | 1986 | 6. prosinec 1986  |
| 15.    | 1987 | 24. leden 1987    |
| 16.    | 1989 | 9. prosinec 1989  |
| 17.    | 1992 | 14. listopad 1992 |
| 18.    | 1995 | 18. listopad 1995 |
| 19.    | 1997 | 8. únor 1997      |
| 20.    | 2000 | 8. duben 2000     |
| 21.    | 2003 | 3. květen 2003    |
| 22.    | 2004 | 23. říjen 2004    |
| 23.    | 2007 | 25. srpen 2007    |
| 24.    | 2008 | 26. duben 2008    |
| 25.    | 2010 | 24. duben 2010    |
| 26.    | 2010 | 19. červen 2010   |
| 27.    | 2013 | 8. červen 2013    |
| 28.    | 2016 | 9. červenec 2016  |
| 29.    | 2019 | 24. srpen 2019    |